# Genista cinerea
Genista cinerea es una especie de planta fanerógama de la familia de las fabáceas.

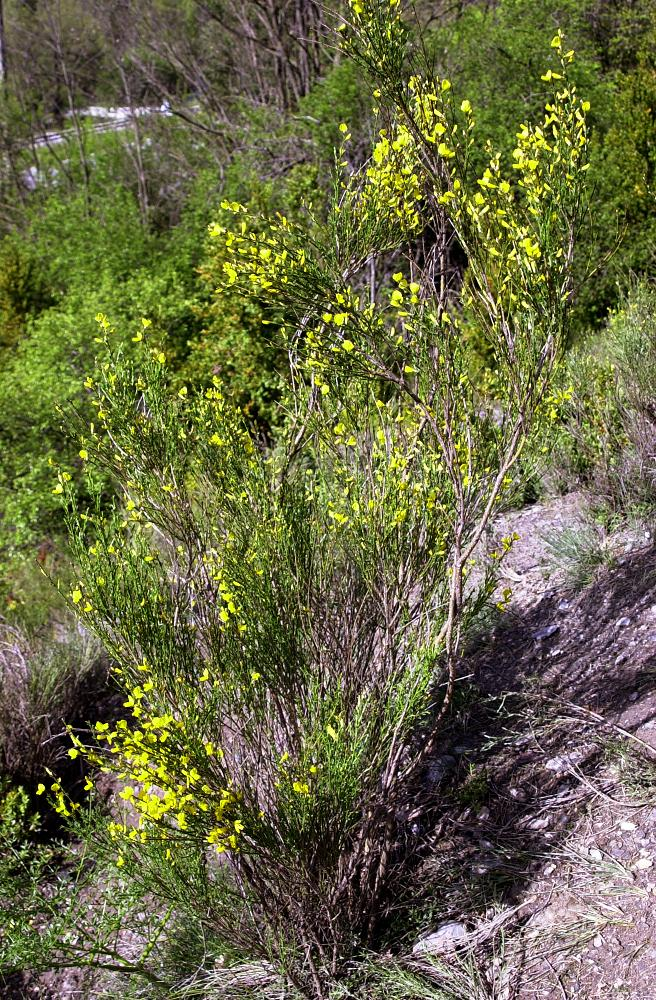
Vista de la planta

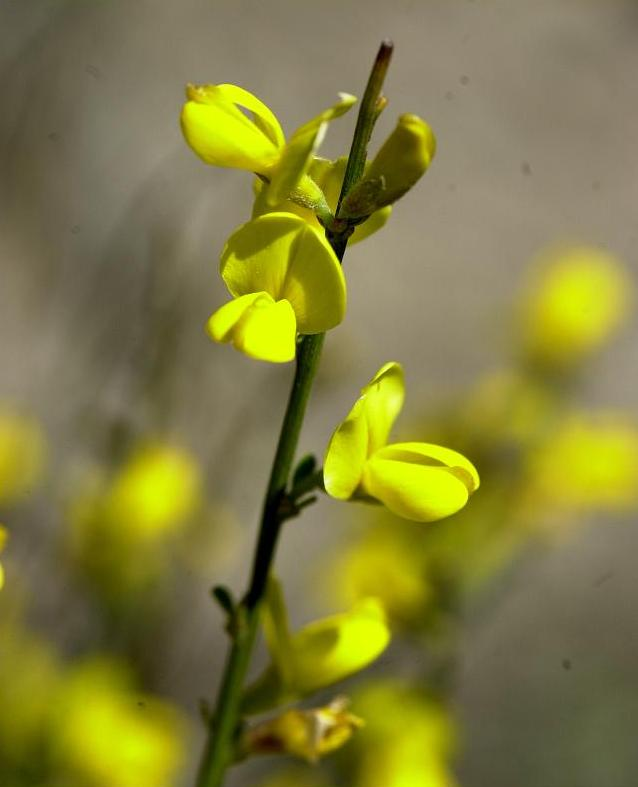
Flores

## Descripción
Es una plana sufrútice o arbusto que alcanza un tamaño de 0,25-1,5 m, muy ramificado desde la base, erecto, inerme, con ramas fuertes, de aspecto retamoide. Los tallos con 8-10 costillas en formade T que generalmente dejan ver los valles intercostales con claridad. Hojas alternas, estipuladas, unifolioladas. Flores que nacen en grupos de (1)2-3 de los órganos estipulares de los tallos del año anterior, frecuentemente rodeadas por hojas del braquiblasto, formando inflorescencias racemosas y paucifloras, pediceladas, sin brácteas. Fruto oblongo, toruloso, seríceo, con 1-5 semillas. Semillas de 1,7-2,3 x 1,7-2,2 mm, ovoideas, biconvexas, negras.

## Distribución y hábitat
Se encuentra en matorrales basófilos montanos; a una altitud de 600-1700 metros en el SE de Francia, N de Italia, Túnez, N de Argelia y península ibérica. S de España (cordilleras Béticas y Penibéticas, desde Alicante hasta Sevilla)

## Taxonomía
Genista cinerea fue descrita por Augustin Pyrame de Candolle y publicado en Flore Française. Troisième Édition 4: 494. 1805.
Citología
Número de cromosomas de Genista cinerea (Fam. Leguminosae) y táxones infraespecíficos
n=24; 2n=48
Etimología
Genista: nombre genérico que proviene del latín de la que los reyes y reinas Plantagenet de Inglaterra tomaron su nombre, planta Genesta o plante genest, en alusión a una historia que, cuando Guillermo el Conquistador se embarcó rumbo a Inglaterra, arrancó una planta que se mantenía firme, tenazmente, a una roca y la metió en su casco como símbolo de que él también sería tenaz en su arriesgada tarea. La planta fue la llamada planta genista en latín. Esta es una buena historia, pero por desgracia Guillermo el Conquistador llegó mucho antes de los Plantagenet y en realidad fue Godofredo de Anjou que fue apodado el Plantagenet, porque llevaba un ramito de flores amarillas de retama en su casco como una insignia (genêt es el nombre francés del arbusto de retama), y fue su hijo, Enrique II, el que se convirtió en el primer rey Plantagenet. Otras explicaciones históricas son que Geoffrey plantó este arbusto como una cubierta de caza o que él la usaba para azotarse a sí mismo. No fue hasta que Ricardo de York, el padre de los dos reyes Eduardo IV y Ricardo III, cuando los miembros de esta familia adoptaron el nombre de Plantagenet, y luego se aplicó retroactivamente a los descendientes de Godofredo I de Anjou como el nombre dinástico.
cinerea: epíteto latíno que significa "de color gris ceniza"
Variedad aceptada
- Genista cinerea subsp. leptoclada (Willk.) O. Bolòs & Vigo

Sinonimia
- Genista cinerea subsp. cinerea[6]

## Nombres comunes
- Castellano: bolina, bolina grande, escoba de flor amarilla, flor de tinteros (2), flor de tintoreros (3), gayomba, genista pequeña (2), ginesta, ginesta pequeña (2), ginestra, giniestra (5), hierba de la sarna (3), hiniesta (11), iniesta, jinestra, retama (10), retama blanca, retama común, retama macho (3), retama merina, retama moruna, retama real, taragonda (5), yerba de curar la sarna.(el número entre paréntesis indica las especies que tienen el mismo nombre en España)[7]